# 費希特河
52°33′44″N 6°6′4″E / 52.56222°N 6.10111°E
費希特河（德語：Vechte）是西歐的河流，流經德國和荷蘭，河道全長182公里，流域面積5,741平方公里，發源自明斯特附近，河畔城鎮有諾德霍恩、埃姆利希海姆、哈登貝赫、奧門和茲沃勒。

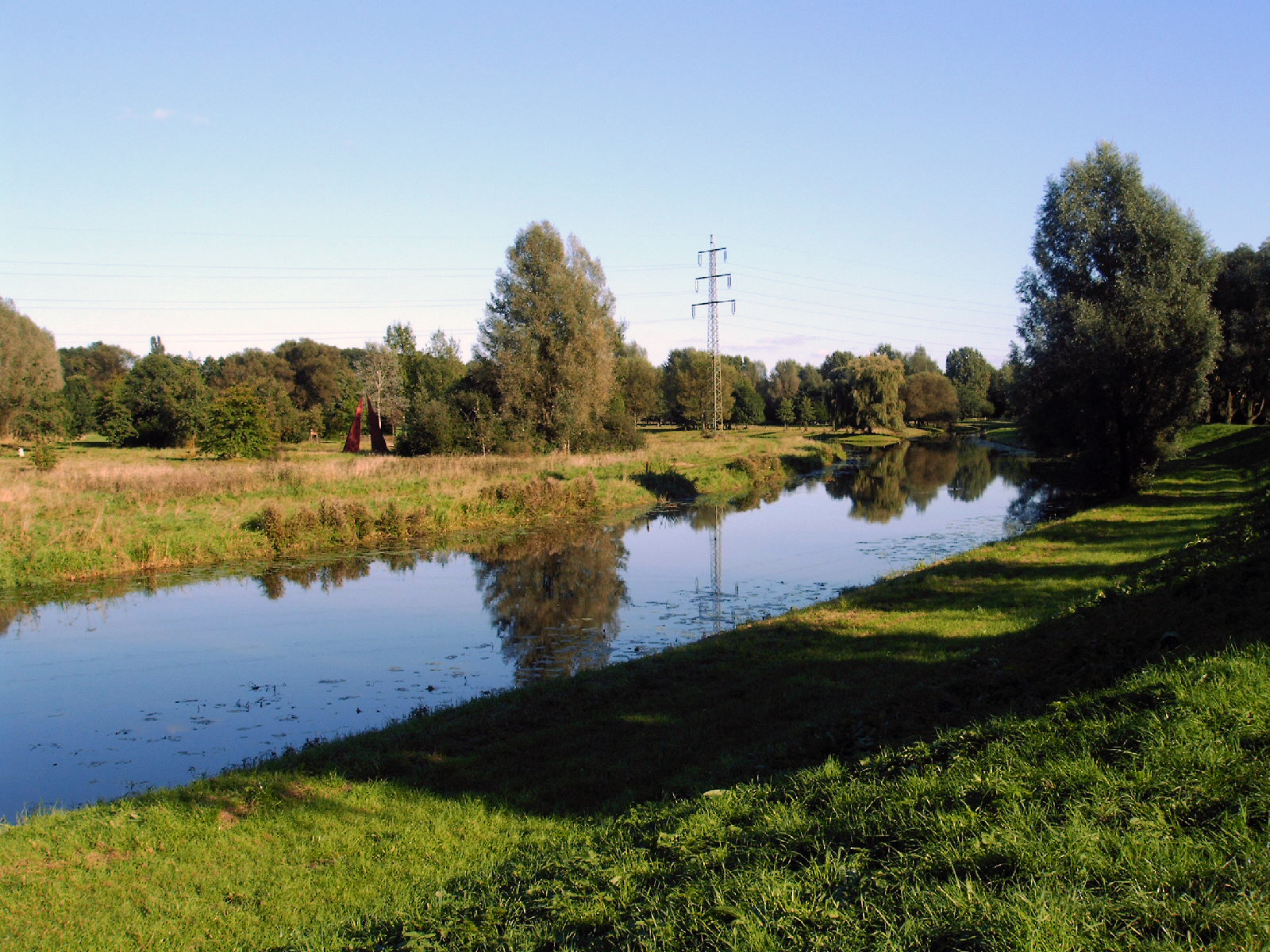
費希特河位於德國許托夫鎮一段

该河在荷兰被称为费赫特河（Vecht），为避免与乌得勒支省费赫特河（Utrechtse Vecht）混淆，该河一般被全称作上艾瑟尔省费赫特河（Overijsselse Vecht）。

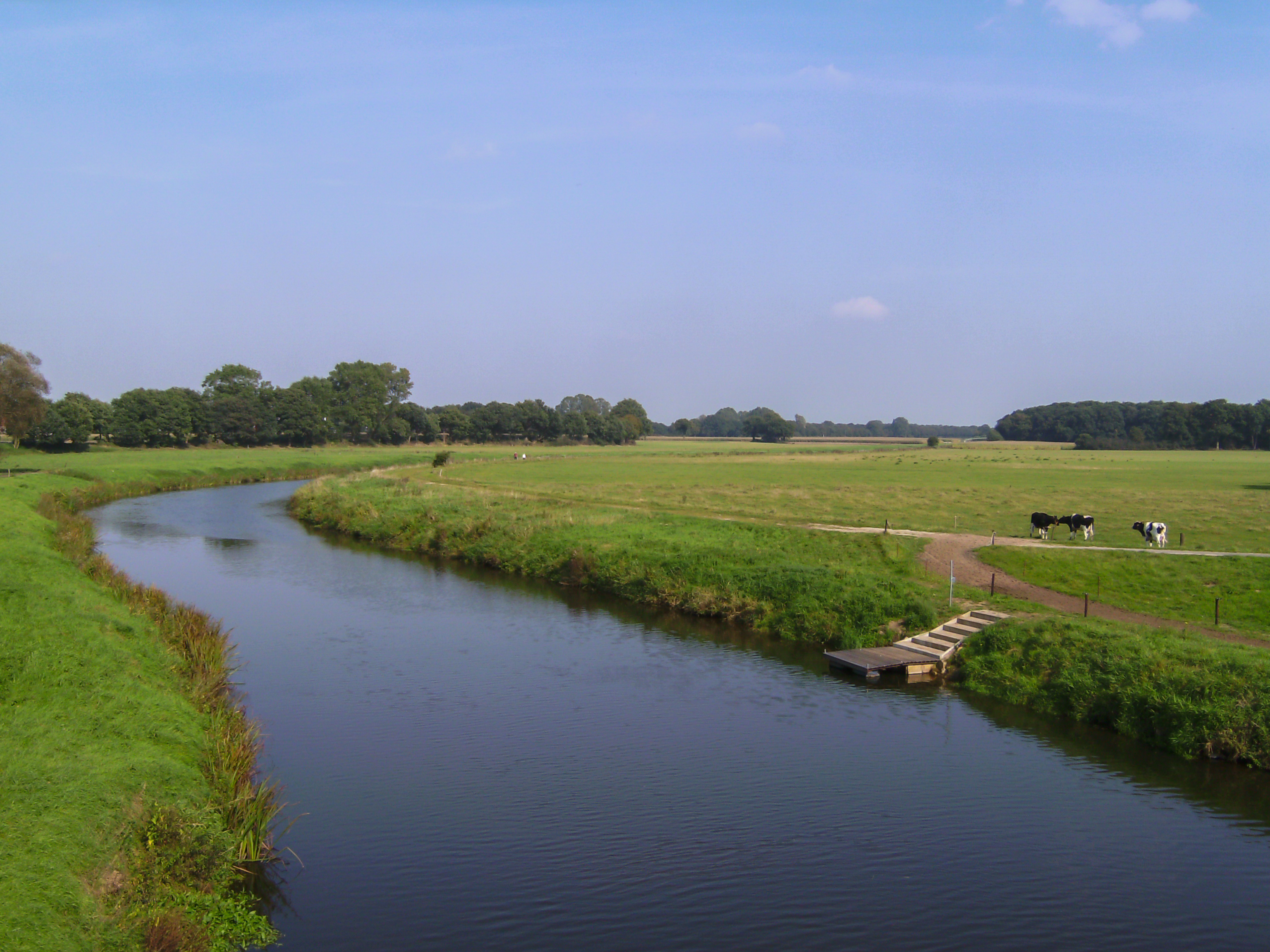
德國埃姆利希海姆鎮段
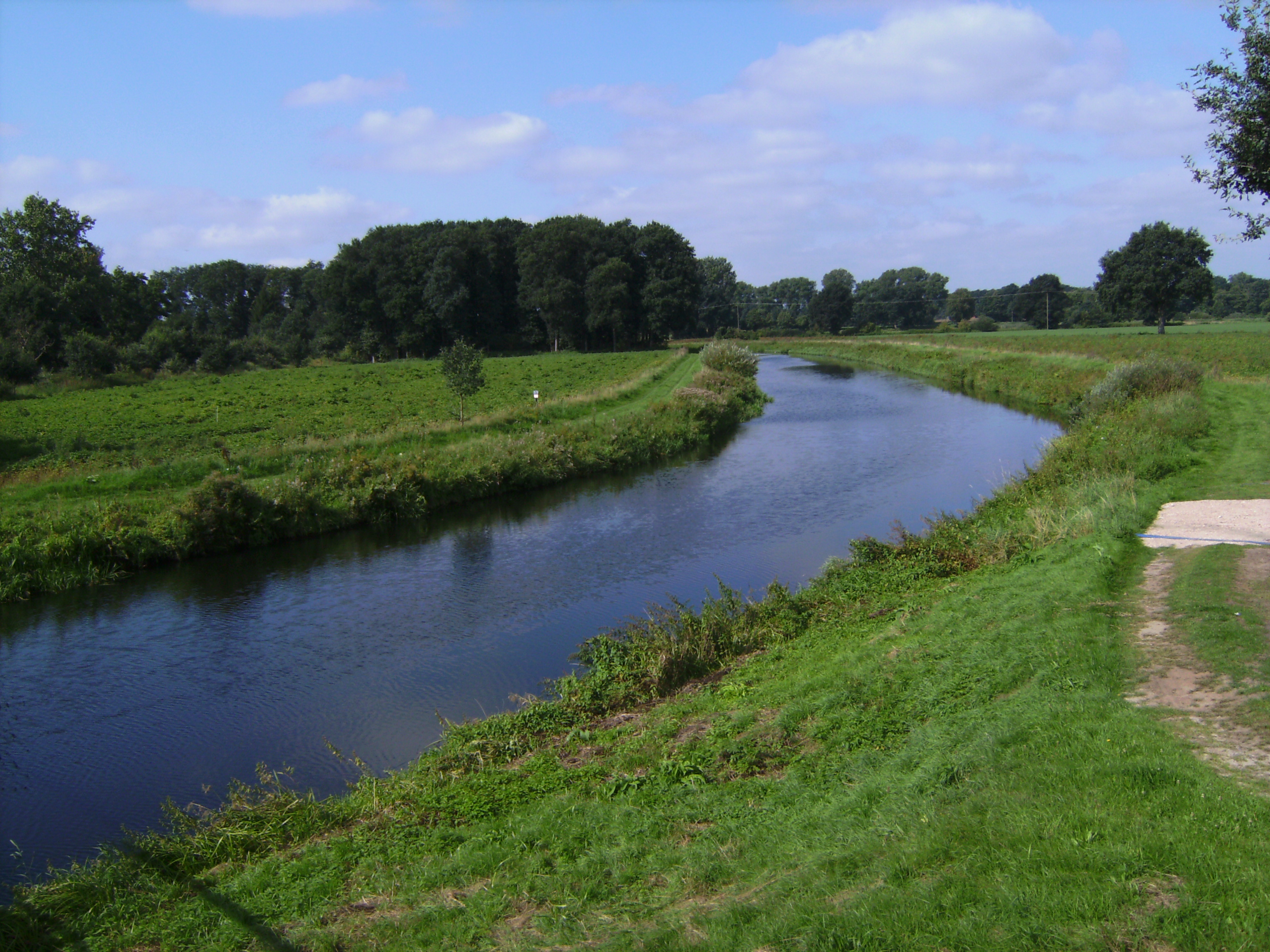
德國諾伊恩豪斯鎮段
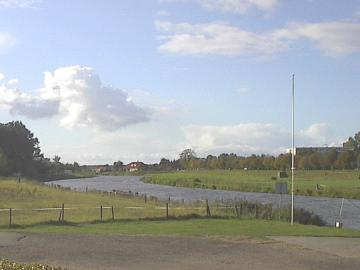
荷蘭奧門鎮段
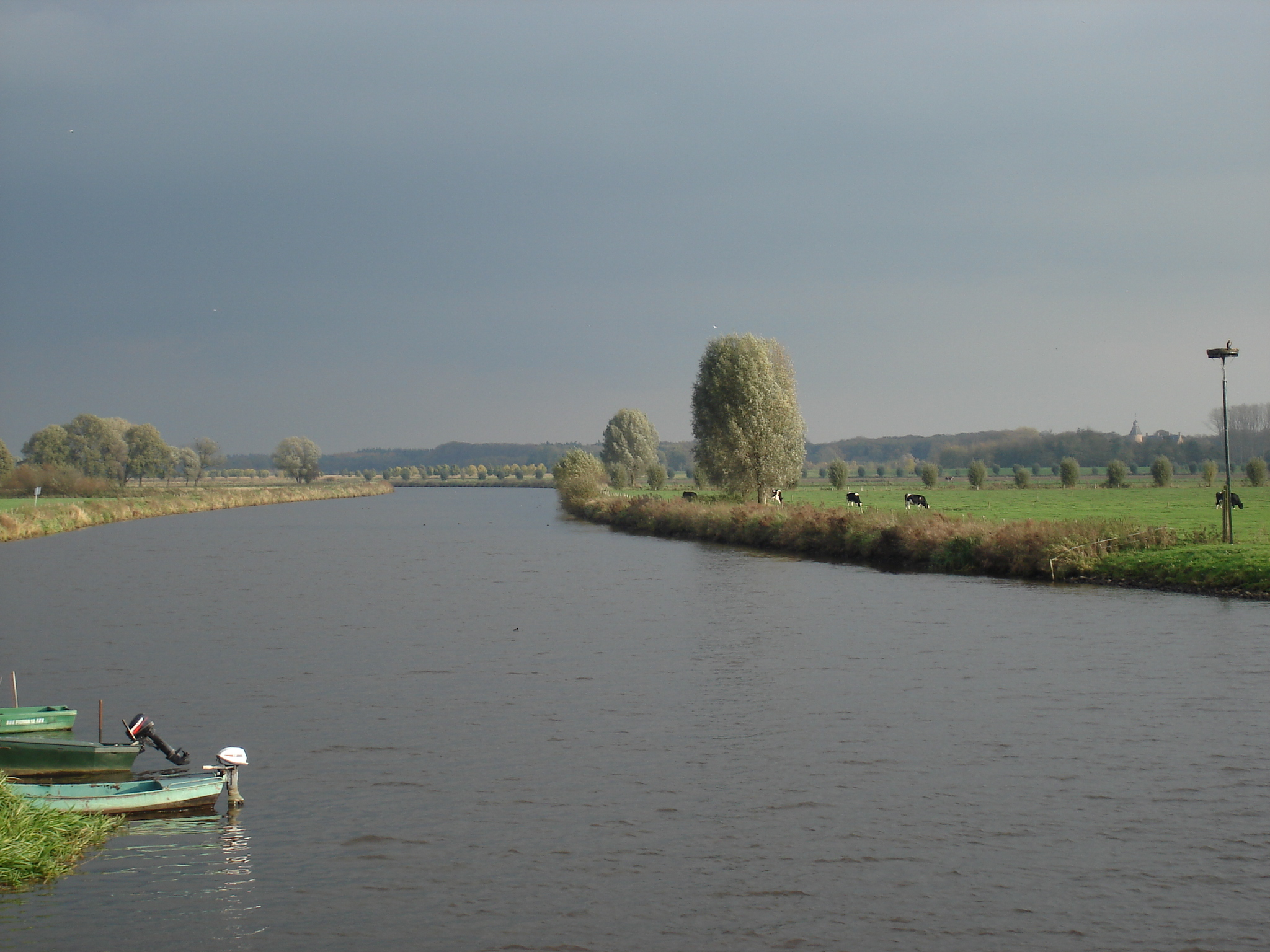
荷蘭Dalfsen鎮段
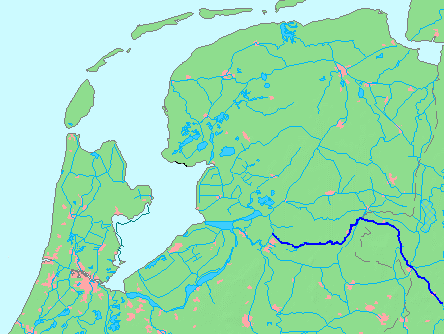
費希特河位置（深藍線）